# Джош Керр
Джош Керр (англ. Josh Kerr; нар. 8 жовтня 1997) — британський легкоатлет, який спеціалізується в бігу на середні дистанції.

## Спортивні досягнення
Срібний (2024) та бронзовий (2021) олімпійський призер з бігу на 1500 метрів.
Чемпіон світу з бігу на 1500 метрів (2023). Фіналіст (6-е місце) змагань з бігу на 1500 метрів на чемпіонаті світу (2019).
Чемпіон світу в приміщенні з бігу на 3000 метрів (2024).
Фіналіст (10-е місце) змагань з бігу на 1500 метрів на чемпіонаті світу серед юніорів (2016).
Чемпіон Європи серед юніорів у бігу на 1500 метрів (2015).
Бронзовий призер чемпіонату Європи з кросу в юніорській віковій категорії у командному заліку (2016).
Володар одного з найкращих в історії результатів у бігу на 1 милю в приміщенні (3.48,87; 2022).
Чемпіон Великої Британії з бігу на 1500 метрів (2021).
Рекордсмен Великої Британії в приміщенні з бігу на 1500 метрів (3.32,86; 2022).
Володар вищого світового досягнення з бігу на 2 милі на короткій доріжці — 8.00,67 (2024).